# Hypodematium glabrum
Hypodematium glabrum är en ormbunkeart som beskrevs av Ren-Chang Ching och Shing. Hypodematium glabrum ingår i släktet Hypodematium och familjen Hypodematiaceae. Inga underarter finns listade.